# 西登托普夫环形山
西登托普夫环形山（Siedentopf）是月球背面北半部一座古老的大撞击坑，约形成于39.2-38.5亿年前的酒海纪，其名称取自二十世纪德国天文学家暨物理学家海因里希·弗里德里希·西登托普夫(1906年-1963年)，1970年被国际天文学联合会批准接受。

## 描述

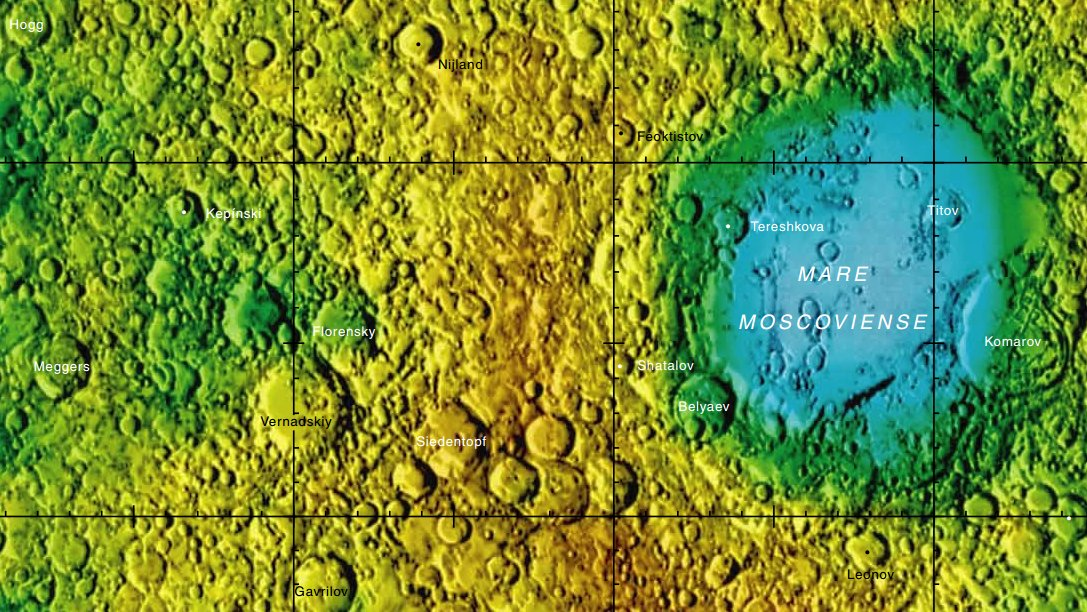
弗洛连斯基环形山的周边，月球背面区域详图。

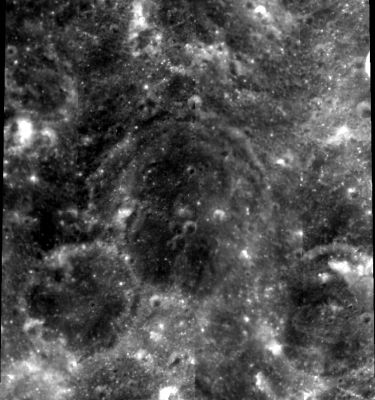
克莱门汀号拍摄的图像

该陨坑西北靠近维尔纳茨基环形山及弗洛连斯基环形山、东侧毗邻别利亚耶夫环形山、加夫里洛夫环形山位于它的西南、往南更远坐落了霍夫梅斯特陨石坑，而东北偏东方则是巨大的莫斯科海。该陨坑中心月面坐标为22°03′N 135°05′E / 22.05°N 135.08°E，直径62.70公里，深度约2.73公里。
西登托普夫环形山外观形状不太规则，西南侧坑壁已基本损毁，但其余部分坑壁磨损程度一般。卫星坑"西登托普夫 Q"切入在它的西南壁中，该陨坑形成时抛射出的喷发物部分覆盖了西登托普夫环形山的西南部坑底。西登托普夫环形山坑壁较周边地形最大高出1220米，内部容积约有3200公里3。坑内地表相对平缓，显示散布有许多小陨坑和一座中央峰。

## 卫星陨石坑
按惯例，最靠近西登托普夫环形山的卫星坑将在月图上以字母标注在该坑的中心点旁。
| 西登托普夫 | 纬度    | 经度     | 直径    |
| ---------- | ------- | -------- | ------- |
| F          | 22.1° N | 138.5° E | 42 公里 |
| G          | 20.5° N | 138.4° E | 61 公里 |
| H          | 20.9° N | 137.2° E | 42 公里 |
| M          | 19.0° N | 135.5° E | 31 公里 |
| Q          | 20.7° N | 133.7° E | 42 公里 |

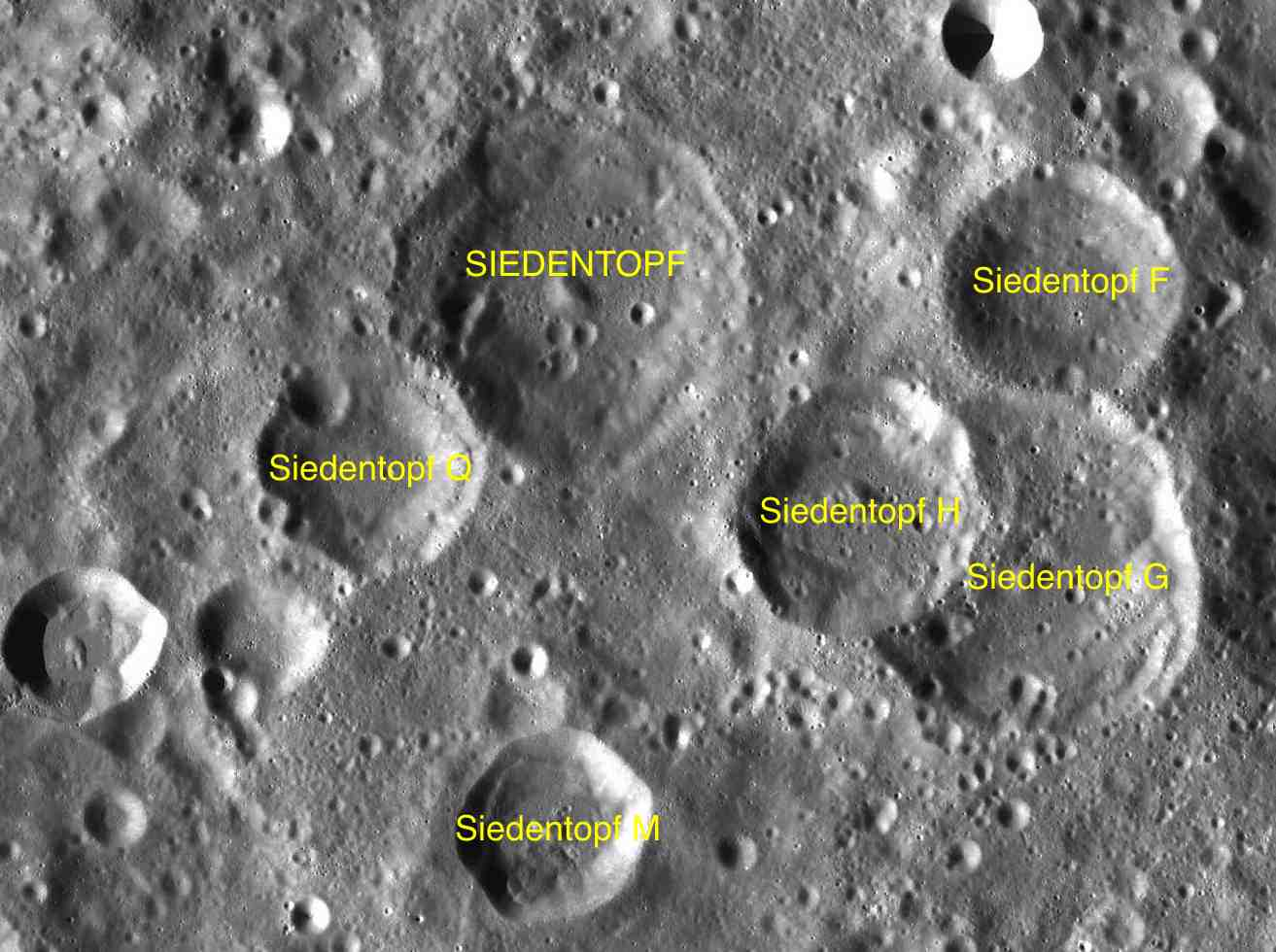
LAC-48 区域图

- 卫星坑"西登托普夫 F"、"西登托普夫 G"和"西登托普夫 Q"约形成于酒海纪[1]；
- 卫星坑"西登托普夫 H"约形成于早雨海世[1]；
- 卫星坑"西登托普夫 M"约形成于晚雨海世[1]。

## 另请参阅
- Andersson, L. E.; Whitaker, E. A. . NASA RP-1097. 1982.
- Blue, Jennifer. . USGS. July 25, 2007  [2007-08-05]. （原始内容存档于2015-05-26）.
- Bussey, B.; Spudis, P. . New York: Cambridge University Press. 2004. ISBN 978-0-521-81528-4.
- Cocks, Elijah E.; Cocks, Josiah C. . Tudor Publishers. 1995. ISBN 978-0-936389-27-1.
- McDowell, Jonathan. . Jonathan's Space Report. July 15, 2007  [2007-10-24]. （原始内容存档于2015-01-12）.
- Menzel, D. H.; Minnaert, M.; Levin, B.; Dollfus, A.; Bell, B. . Space Science Reviews. 1971, 12 (2): 136–186. Bibcode:1971SSRv...12..136M. doi:10.1007/BF00171763.
- Moore, Patrick. . Sterling Publishing Co. 2001. ISBN 978-0-304-35469-6.
- Price, Fred W. . Cambridge University Press. 1988. ISBN 978-0-521-33500-3.
- Rükl, Antonín. . Kalmbach Books. 1990. ISBN 978-0-913135-17-4.
- Webb, Rev. T. W.  6th revised. Dover. 1962. ISBN 978-0-486-20917-3.
- Whitaker, Ewen A. . Cambridge University Press. 1999. ISBN 978-0-521-62248-6.
- Wlasuk, Peter T. . Springer. 2000. ISBN 978-1-85233-193-1.